# Гадулка
Гадулка, гудулка або гдулка (болг. гъдулка) — болгарський народний смичковий інструмент, який використовують для супроводу танців або пісень. Звучання у цього інструменту м'яке і ніжне, як у флейти.

## Історія
Походження гадулки пов'язують з перською каманче, арабським ребабом і середньовічним європейським ребеком. Формою корпусу і звукових отворів гадулка вельми схожа на візантійську ліру (відому також як константинопольська ліра, політікі ліра, класична кеменче) на якій грають в Греції і на заході Туреччини, а також на критську ліру (яка поширена на Криті). До споріднених інструментів можна так само віднести однострунну балканську гусле.

## Конструкція
Корпус з горіхового дерева, довблений грушоподібний, шийка широка без ладів, крім 3–4 ігрових струн, нерідко є 7–10 резонансових. В області Добруджа поширений варіант гадулки малого розміру без резонансних (симпатичних) струн. Верхня частина корпуса (болг. глава) на якій розташовані кілки (болг. коклъче) має овальну форму. Основна частина інструменту складається з цілісного шматка дерева. Лицьова частина носить назву «дошка» (болг. дъска) або «кришка» (тур. kapak) і виготовляється з деревини сосни або ялини. Звукові отвори мають характерну D-подібну форму. Сучасні інструменти використовують металеві струни, раніше використовувалися менш міцні шовкові або жильні. На відміну від інших струнних інструментів гадулка не має верхнього поріжка під струнами. Струни від кілків натягуються через місток, розташований над звуковими отворами, та закріплюються на кістяному струнотримачі, який в свою чергу кріпиться до нижнього штиря. Нижній штир часто використовується для прикріплення інструменту під час гри до пояса музиканта. У порівнянні зі скрипкою схожого розміру інструмент важчий.

## Настроювання
До Другої світової війни, болгарські музиканти найчастіше виконували на цьому інструменті соло, і точно не налаштовували інструмент. А тоді, коли вже з'явилися ансамблі, виникла необхідність в налаштуванні інструменту. Зараз найзатребуванішим ладом гадулки — є кварто-квінтовий (ля-мі-ля), але його можна міняти, залежно від тональності, в якій грає музикант. Резонансні струни налаштовуються хроматично (сі-до#-ре-мі-фа#-соль-соль#-ля-сі-до).